# Harry Stradling Jr.
Pour les articles homonymes, voir Harry Stradling.
Harry Stradling Jr. (parfois crédité Harry Stradling), A.S.C., est un directeur de la photographie américain, né à New York (État de New York, États-Unis) le 7 janvier 1925 et mort à Woodland Hills, un quartier de Los Angeles en Californie, le 17 octobre 2017.

## Biographie
Fils d'Harry Stradling Sr. (1901-1970, et d'Ann Lisenbarth (1903-1992) souvent crédité 'Harry Stradling' et également directeur de la photographie), avec lequel il est parfois confondu, Harry Stradling Jr. collabore dans un premier temps à douze films américains, entre 1944 et 1962, en tant que premier ou deuxième assistant opérateur, ou encore cadreur, secondant quelquefois son père.
Comme directeur de la photographie, il débute au cinéma en 1965 et à ce titre, contribue en tout à quarante-quatre films américains jusqu'en 1988, notamment des westerns (dont plusieurs de Burt Kennedy) et des comédies de Blake Edwards. Mentionnons Little Big Man en 1970 (avec Dustin Hoffman et Faye Dunaway) ou Une bible et un fusil en 1975 (avec John Wayne et Katharine Hepburn), ou encore Boire et Déboires en 1987 (avec Kim Basinger et Bruce Willis). 
Pour la télévision, il photographie trois séries, dans les années 1960 et en 1984 (voir filmographie ci-dessous).
Durant sa carrière, il obtient deux nominations à l'Oscar de la meilleure photographie, en 1973 pour 1776 et en 1974 pour Nos plus belles années (avec Barbra Streisand et Robert Redford), mais n'en gagne pas.

## Filmographie
Comme directeur de la photographie

### Au cinéma (sélection)
- 1965 : Synanon (en) de Richard Quine
- 1967 : Frontière en flammes (Welcome to Hard Times) de Burt Kennedy
- 1968 : Il y a un homme dans le lit de maman (With Six You Get Eggroll) de Howard Morris
- 1969 : Ne tirez pas sur le shérif (Support your Local Sheriff !) de Burt Kennedy
- 1969 : Un homme fait la loi (The Good Guys and the Bad Guys) de Burt Kennedy
- 1969 : La Vengeance du Shérif (Young Billy Young) de Burt Kennedy
- 1970 : Little Big Man d'Arthur Penn
- 1970 : Le Reptile (There was a crooked Man...) de Joseph L. Mankiewicz
- 1970 : Un beau salaud (Dirty Dingus Magee) de Burt Kennedy
- 1971 : Rio Verde ou Un gros coup (Something Big) d'Andrew V. McLaglen
- 1971 : Tueur malgré lui (Support your Local Gunfighter) de Burt Kennedy
- 1972 : 1776 de Peter H. Hunt
- 1972 : Alerte à la bombe (Skyjacked) de John Guillermin
- 1973 : Nos plus belles années (The Way we where) de Sydney Pollack
- 1973 : Le Fantôme de Cat Dancing (The Man who loved Cat Dancing) de Richard C. Sarafian
- 1974 : Un silencieux au bout du canon (McQ) de John Sturges
- 1974 : Bank Shot de  Gower Champion
- 1974 : Nightmare Honeymoon d'Elliot Silverstein
- 1975 : La Chevauchée sauvage (Bite the Bullet) de Richard Brooks
- 1975 : Une bible et un fusil (Rooster Cogburn) de Stuart Millar
- 1975 : Liquidez l'inspecteur Mitchell (Mitchell) d'Andrew V. McLaglen
- 1976 : Le Bus en folie (The Big Bus) de James Frawley
- 1976 : La Bataille de Midway (Midway) de Jack Smight
- 1977 : Les Survivants de la fin du monde (Damnation Alley) de Jack Smight
- 1978 : Le Merdier (Go tell the Spartians) de Ted Post
- 1978 : Le Convoi (Convoy) de Sam Peckinpah
- 1979 : Prophecy : le Monstre (Prophecy) de John Frankenheimer
- 1981 : S.O.B. de Blake Edwards
- 1981 : Victor la gaffe (Buddy Buddy) de Billy Wilder
- 1981 : Deux Cent Mille Dollars en cavale (The Pursuit of D.B. Cooper) de Roger Spottiswoode
- 1984 : Micki et Maude (Micky & Maude) de Blake Edwards
- 1986 : Un sacré bordel (A Fire Mess) de Blake Edwards
- 1987 : Boire et Déboires (Blind Date) de Blake Edwards
- 1988 : Caddyshack II d'Allan Arkush

### À la télévision (intégrale)
- 1964-1967 : Série Gunsmoke ou Police des plaines (Gunsmoke ou Marshal Dillon), Saisons 10 à 13, soixante-dix épisodes
- 1967-1968 : Série Cimarron (Cimarron Strip), vingt-et-un épisodes
- 1984 : George Washington (en), mini-série de Buzz Kulik